# Pentax K200D
La K200D è una fotocamera reflex digitale (DSLR) autofocus prodotta dall'azienda giapponese Pentax. È dotata di un sensore CCD di formato APS-C (23,5 x 15,7 mm) con una risoluzione effettiva di 10,2 megapixel. È stata presentata nel gennaio 2008 insieme alla K20D, come sostituta della K100D.

## Caratteristiche
Appartiene alla famiglia K di DSLR (Digital Single Lens Reflex) di cui attualmente fanno parte anche la K20D e la K-m.
Nonostante alcune sue caratteristiche la collochino a buon diritto tra i modelli di fascia superiore, rappresentava, fino all'ingresso sul mercato della K-m, il modello entry-level della gamma di reflex digitali della casa nipponica. Ciò si spiega con il fatto che derivi, nelle sue componenti fondamentali, dalla precedente K10D, riveduta e semplificata per rientrare nella categoria. A tal fine anche l'interfaccia è stata ridisegnata per offrire una maggiore semplicità d'uso anche ai neofiti, e sono state introdotte un gran numero di funzioni automatiche per aggirare i settaggi manuali, fatto questo che ha spogliato la macchina di alcuni comandi diretti molto graditi all'utente più esperto.
Come abitudine della produzione Pentax, il corpo macchina della K200D mantiene proporzioni compatte, e risulta maneggevole e ergonomicamente curata, anche se il peso è superiore alle concorrenti di fascia "entry-level".
Le principali caratteristiche della K200D sono:
- Corpo tropicalizzato con struttura interna in acciaio inossidabile
- Modulo di messa a fuoco a 11 punti "SAFOX VIII"
- Sistema di riduzione del mosso con sensore oscillante (consente la stabilizzazione a prescindere dal tipo di lente utilizzata).
- Sistema di rimozione della polvere sul sensore tramite la vibrazione forzata del sensore, e funzione di "avviso polvere" per l'individuazione automatica della polvere; sensore con trattamento superficiale antipolvere.
- Acquisizione delle immagini in formato Raw ("PEF" o "DNG") selezionabile tramite un tasto dedicato.
- Compatibilità con tutte le ottiche con innesto a baionetta "Pentax-K" prodotte dal 1976 (con limitazioni sugli automatismi per le serie più vecchie).
- Modalità "Autopicture" che stabilisce autonomamente il programma di ripresa più adatto in base alla lettura esposimetrica della scena ripresa.